# Басарски камен
Басарски камен је други највиши планински врх на Видличу са надморском висином од 1377 метара. 
Лако је уочљив готово из свих делова пиротске котлине. Басарски камен је виши од Црног врха 226 m, односно тврђаве која се налази на њему и оближњег постројења за телевизију. Од Кардашице, највишег врха Белаве, Басарски камен је виши 231 m, а од Момчиловца на Сарлаху 815 метара. Виши врх од Басарског камена на Видличу је Големи врх. 

## Одлике и положај
Басарски камен је у основи изграђен од пешчара, глинаца и шкриљаца. Преко ових стена леже дебели слојеви кречњака тамно сиве боје. Кречњачка маса се према Пироту завршава високим и стрмим одсеком, који попут моћног зида штити село Басару од удара северних ветрова. Испод овог одсека, у працу села Басаре, терен је много блажи. Преко основе од пешчара формирао се слој црвенкасто смеђег земљишта. На њему расте бујна планинска трава. На голетима је заступљена ниска жбунаста вегетација. Само је недалеко од села очувана стара шума. Овде се налази вода једног извора, који је каптиран, те се користи за пиће и домаће потребе.
Страна Басарског камена окренута Високу, није тако стрма. Али док се ка Пироту, односно Бериловцу и Извору, висина рељефа брзо смањује, дотле ка Високу на знатним пространствима иде изнад хиљаду метара. Истичу се и врхови Висока стена (1.339 m), Скувија (1.089 m) и Колачасти табор (1.036 m). Сви они као да чувају вечну стражу високом Басарском камену, преко кога води развође између Нишаве, Височице и Градашничке реке, која је у горњем делу тока позната и као Добродолска река. 
На овај врх је најлакше попети се од Планинарског дома на путу Пирот - Височка Ржана. Могуће је попети се на врх и преко села Басаре које је удаљено од врха око 2 км. 
Подручје источно од села Басаре, тачније долина између Басарског камена и врха Вучје, назива се Умниште, а мало даље, на
истоку, налази се Чарапана. Ова ненастањена места популарна су међу пиротским ловцима, јер су релативно близу граду и лако су приступачна теренским возилима.
Испод Басарског камена се налази ,,Полицијска чесма’’, подигнута 1953. године у спомен на полицајце убијене септембра 1951, у ,,борби са убаченим бандитима информбировске Бугарске’’. Чесма је прилично велика и лепа, мада из ње вода истиче практично у капима.  